# Minami Daitō
Minami Daitō o Minamidaitō (南大東島 Minamidaitō-jima?) es la mayor de las Islas Daito, que son políticamente parte de las islas Ryukyu, en el sur de Japón. Administrativamente, la isla forma el pueblo de Minamidaitō, en el distrito de Shimajiri, Okinawa.
La isla fue nombrado formalmente Borodino del Sur después de haber sido descubierta por una nave rusa de nombre Borodino en 1820. Posee 30,57 kilómetros cuadrados.
La isla está conectada vía aérea por el aeropuerto del mismo nombre.